# Itoda
Itoda (jap. 糸田町 Itoda-machi) – miasto w Japonii, na wyspie Kiusiu, w prefekturze Fukuoka. Według danych na rok 2020 miejscowość zamieszkiwało 8 407 mieszkańców , a gęstość zaludnienia wyniosła 1045,6 os./km².